# مردمی که من می‌شناسم
مردمی که من می‌شناسم (به انگلیسی: People I Know) فیلمی است محصول سال ۲۰۰۲ و به کارگردانی دانیل آلگرانت است. در این فیلم بازیگرانی همچون آل پاچینو، کیم بسینگر، رایان اونیل، تیا لئونی، ریچارد شیف، بیل نون، رابرت کلاین و مارک وبر ایفای نقش کرده‌اند.